# Atherigona naquvii
Atherigona naquvii är en tvåvingeart som beskrevs av Steyskal 1966. Atherigona naquvii ingår i släktet Atherigona och familjen husflugor. Inga underarter finns listade i Catalogue of Life.